# Bermuda ai Giochi della XXVIII Olimpiade
Bermuda partecipò ai Giochi della XXVIII Olimpiade, svoltisi ad Atene, Grecia, dal 13 al 29 agosto 2004, con una delegazione di 10 atleti impegnati in sei discipline.

## Delegazione
| Sport            | Uomini | Donne | Totale |
| ---------------- | ------ | ----- | ------ |
| Atletica leggera | 1      | -     | 1      |
| Equitazione      | 1      | -     | 1      |
| Nuoto            | -      | 1     | 1      |
| Triathlon        | 1      | -     | 1      |
| Tuffi            | -      | 1     | 1      |
| Vela             | 2      | 3     | 5      |
| Totale           | 5      | 5     | 10     |

## Risultati

### Atletica leggera
| Q | Qualificato al turno successivo per la Classifica in qualificazione                                                          |
| q | Qualificato per il turno successivo per ripescaggio o, negli eventi su campo, conquistando la misura minima per qualificarsi |

Maschile
Eventi su pista e strada
| Atleta       | Evento      | Batteria  | Batteria   | Quarti di finale | Quarti di finale | Semifinale      | Semifinale      | Finale          | Finale          |
| Atleta       | Evento      | Risultato | Classifica | Risultato        | Classifica       | Risultato       | Classifica      | Risultato       | Classifica      |
| ------------ | ----------- | --------- | ---------- | ---------------- | ---------------- | --------------- | --------------- | --------------- | --------------- |
| Xavier James | 100 m piani | 10"40     | 6º         | non qualificato  | non qualificato  | non qualificato | non qualificato | non qualificato | non qualificato |

### Equitazione
Concorso completo
| Atleta      | Cavallo      | Gara        | Dressage | Dressage  | Cross-country | Cross-country | Cross-country | Salto ostacoli | Salto ostacoli | Salto ostacoli | Salto ostacoli  | Salto ostacoli  | Salto ostacoli  | Totale   | Totale    |
| Atleta      | Cavallo      | Gara        | Dressage | Dressage  | Cross-country | Cross-country | Cross-country | Qualificazione | Qualificazione | Qualificazione | Finale          | Finale          | Finale          | Totale   | Totale    |
| Atleta      | Cavallo      | Gara        | Penalità | Posizione | Penalità      | Totale        | Posizione     | Penalità       | Totale         | Posizione      | Penalità        | Totale          | Posizione       | Penalità | Posizione |
| ----------- | ------------ | ----------- | -------- | --------- | ------------- | ------------- | ------------- | -------------- | -------------- | -------------- | --------------- | --------------- | --------------- | -------- | --------- |
| Tim Collins | Delton Magna | Individuale | 59.40    | =43º      | 9.20          | 68.60         | 38º           | 13.00          | 81.60          | 36º            | non qualificato | non qualificato | non qualificato | 81.60    | 36º       |

### Nuoto
Femminile
| Atleta       | Evento      | Batteria  | Batteria   | Semifinale      | Semifinale      | Finale          | Finale          |
| Atleta       | Evento      | Risultato | Classifica | Risultato       | Classifica      | Risultato       | Classifica      |
| ------------ | ----------- | --------- | ---------- | --------------- | --------------- | --------------- | --------------- |
| Kiera Aitken | 100 m dorso | 1'04"37   | 31ª        | non qualificata | non qualificata | non qualificata | non qualificata |

### Triathlon
Maschile
| Atleta            | Evento               | Nuoto  | T1    | Ciclismo | T2    | Corsa  | Totale     | Classifica |
| ----------------- | -------------------- | ------ | ----- | -------- | ----- | ------ | ---------- | ---------- |
| Tyler Butterfield | Individuale maschile | 19'34" | 0'18" | 1h04'20" | 0'24" | 34'32" | 1h58'26"99 | 35º        |

### Tuffi
Femminile
| Atleta                   | Evento         | Preliminari | Preliminari | Semifinale      | Semifinale      | Finale          | Finale          |
| Atleta                   | Evento         | Punti       | Classifica  | Punti           | Classifica      | Punti           | Classifica      |
| ------------------------ | -------------- | ----------- | ----------- | --------------- | --------------- | --------------- | --------------- |
| Katura Horton-Perinchief | Trampolino 3 m | 203,58      | 30ª         | non qualificata | non qualificata | non qualificata | non qualificata |

### Vela
Maschile
| Atleta                 | Evento | Regata | Regata | Regata | Regata | Regata | Regata | Regata | Regata | Regata | Regata | Regata | Punteggio netto | Classifica finale |
| Atleta                 | Evento | 1      | 2      | 3      | 4      | 5      | 6      | 7      | 8      | 9      | 10     | M*     | Punteggio netto | Classifica finale |
| ---------------------- | ------ | ------ | ------ | ------ | ------ | ------ | ------ | ------ | ------ | ------ | ------ | ------ | --------------- | ----------------- |
| Peter Bromby Lee White | Star   | 17     | 16     | 8      | 11     | 12     | 10     | 6      | 4      | 1      | 3      | 11     | 82              | 8ª                |

Femminile
| Atleta                                  | Evento  | Regata | Regata | Regata | Regata | Regata | Regata | Regata | Regata | Regata | Regata | Regata | Punteggio netto | Classifica finale |
| Atleta                                  | Evento  | 1      | 2      | 3      | 4      | 5      | 6      | 7      | 8      | 9      | 10     | M*     | Punteggio netto | Classifica finale |
| --------------------------------------- | ------- | ------ | ------ | ------ | ------ | ------ | ------ | ------ | ------ | ------ | ------ | ------ | --------------- | ----------------- |
| Paula Lewin Peta Lewin Christine Patton | Yngling | 4      | 15     | 6      | 13     | 16     | 14     | 9      | 16     | 16     | 11     | 4      | 108             | 15ª               |